# Garrörs grunden
Garrörs grunden är öar i Finland. De ligger i Norra kvarken och i kommunen Vasa i den ekonomiska regionen  Vasa i landskapet Österbotten, i den västra delen av landet. Öarna ligger omkring 11 kilometer nordväst om Vasa och omkring 380 kilometer nordväst om Helsingfors.
Arean för den av öarna koordinaterna pekar på är 4 hektar och dess största längd är 410 meter i nord-sydlig riktning.